# Панарет (Мишайков)
Митрополит Панарет (в миру Петро Іванов Мішайков, болг. Петър Иванов Мишайков; січень 1805, Патель, Македонія (нині Айос Пантелеймонас, Греція) — 26 листопада 1883, Пловдив) ― єпископ Болгарської православної церкви, митрополит Пловдивський. Діяч Болгарського національного відродження.

## Біографія
Народився в 1805 році. Походив з болгарського роду Мішайкових з села Пател в Південній Македонії. Старший брат відомого болгарського лікаря і громадського діяча Костянтина Мішайкова.
Навчався в грецькій гімназії в Бітоле, Кожане, в училищі на Теофілос Каіріс на острові Андрос і в 1838 році в гімназії в Афінах, де був одним із засновників Слов'яно-болгарського ученолюбивого суспільства. Після цього закінчив Історико-філологічний факультет Афінського університету в 1843 році. Після чого до 1844 року викладав в грецькій гімназії в Бітоле.
Після цього прийняв священичий сан і служив при Янінському митрополиті. У 1851 році призначений митрополитом Ксанфійскої єпархії.
Через 10 років, 25 лютого 1861 року, на початку Греко-Болгарської схизми, призначений Синодом Константинопольського патріархату митрополитом Пловдивським. Спочатку Панарет був погано прийнятий болгарським населенням міста, але в 1868 році прийняв сторону болгар в розбраті з Константинополем.
У 1871 році був делегатом на Першому болгарському церковно-народному соборі.
На початку 1872 разом з митрополитом Ловчанським Іларіоном і митрополитом Тирновським Іларіоном був заточений османською владою в Ізміті (Нікомідії), але через місяць, по наполегливим вимогам константинопольської болгарської колонії, їх звільнили.
У тому ж році митрополит Панарет був обраний митрополитом Пловдивським і членом Священного Синоду новоутвореного Болгарського екзархату.
Співпрацював з журналами «Македонія» (1870), «Право» (1870—1871), «Вєк» (1874), журналом «Чіталіще» (1875) і газетою «Напредък» (1876—1877). Автор «Надгробні співи або чергування ранкове у святу і велику суботу» (1866).
Помер 26 листопада 1883 року в Пловдиві.